# Sickingmühle
Sickingmühle ist eine ehemalige Bauerschaft der früheren Gemeinde Hamm im Vest Recklinghausen und im Amt Marl und heute der nördlichste Stadtteil von Marl im Kreis Recklinghausen, Nordrhein-Westfalen. Der heutige Stadtteil zerfällt in das Dorf Sickingmühle im Westen und das bauerschaftlich gebliebene Gebiet der ehemaligen Bauerschaft Herne (⊙) im Nordosten.

## Lage und Gliederung

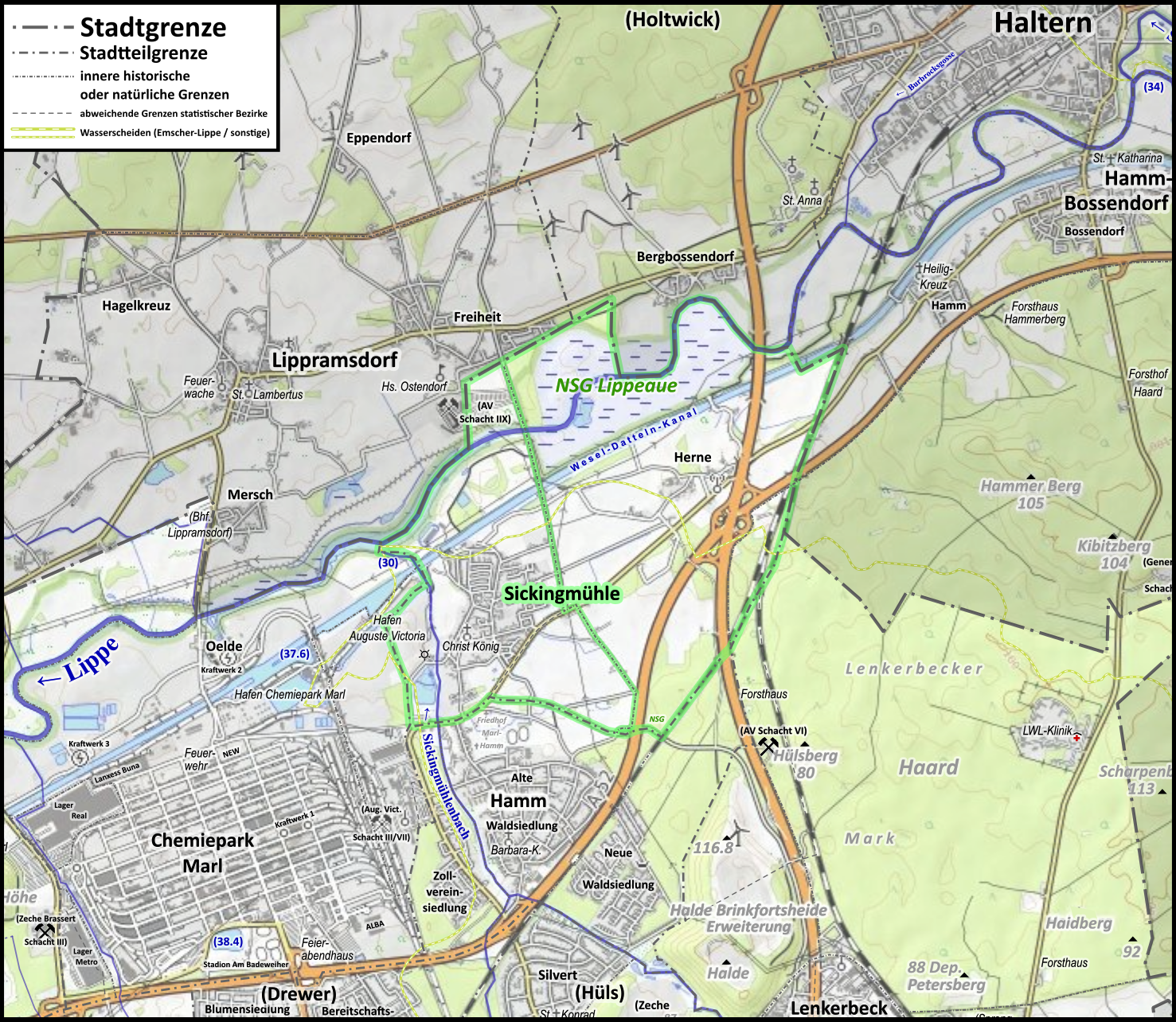
Karte des Stadtteils Sickingmühle

Das Dorf Sickingmühle liegt, getrennt durch die Lippe, südöstlich von Lippramsdorf, südlich von dessen Weiler Freiheit und südwestlich vom zum etwas entfernten Holtwick gehörigen Bergbossendorf, alle Stadt Haltern am See. Nach Nordosten schließt sich, jenseits von Herne und diesseits der Lippe, Hamm-Bossendorf, heute ebenfalls Haltern, an, zu dem es historisch gehört. Nach Osten grenzt das Stadtteilgebiet an die Haard, deren Marler Anteil zu Sinsen-Lenkerbeck gehört, nach Süden schließt sich der urbanere Stadtteil Marl-Hamm an, der größtenteils auf altem Sickingmühler Gebiet liegt, nach Westen der Chemiepark Marl. Durch den Westen des Dorfes fließt, von Süd nach Nord, der Sickingmühlenbach, dessen namensgebende Mühle nordwestlich des Dorfes liegt/lag.
Das Dorf nimmt eine Fläche von 2,63 km² ein, das bauerschaftliche Herne eine von 4,55 km², siehe Sickingmühle und Herne. Das gemeinsame Gebiet ist etwas größer als der gleichnamige statistische Bezirk der Stadt Marl, die Einwohnerzahl dürfte indes davon unbeeinflusst bleiben.

## Geschichte

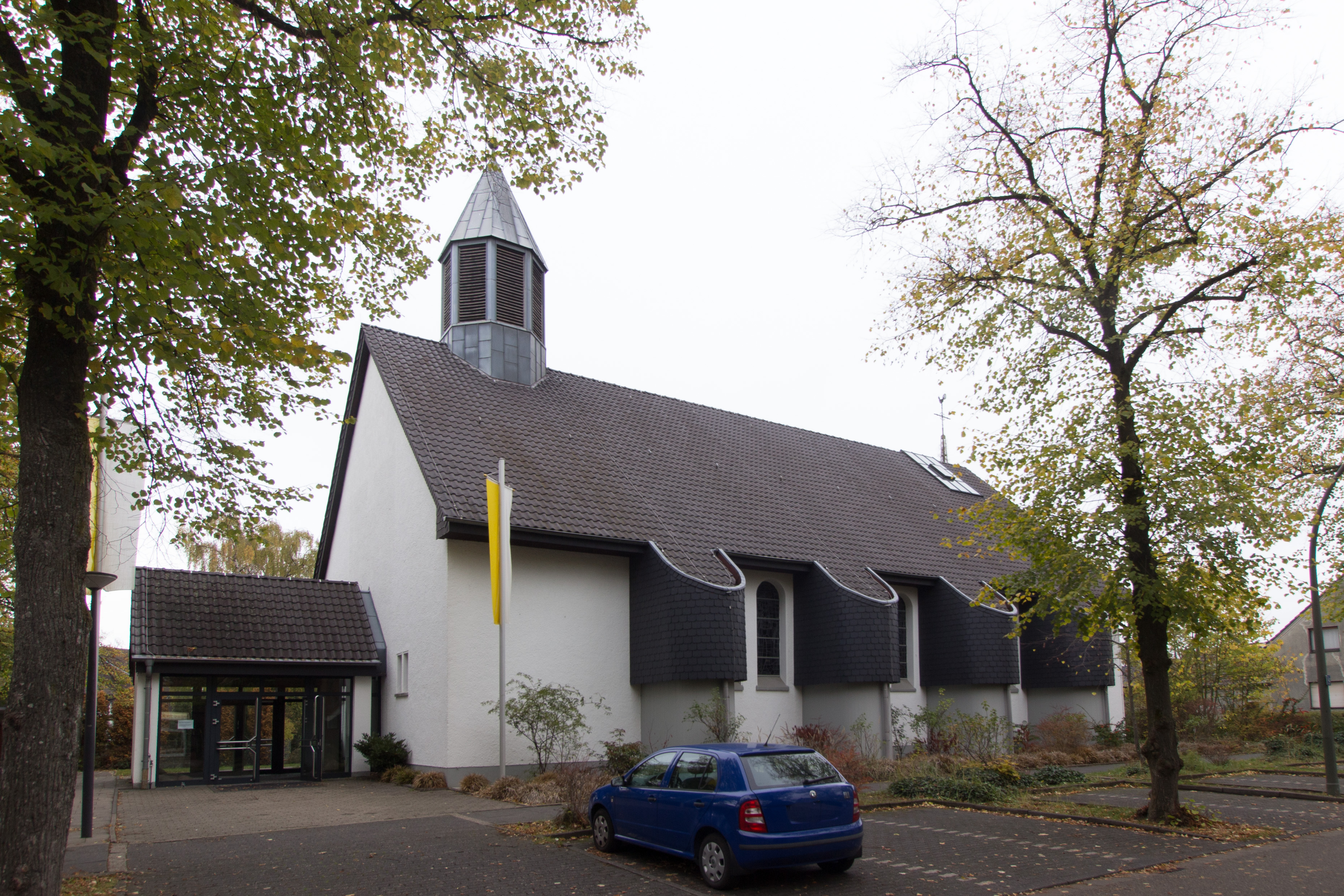
Die Kirche Christ-König in Sickingmühle

Siehe Marl-Hamm#Geschichte.

## Verkehr
Die VRR-Buslinien 225, 227 und 228 der Vestischen Straßenbahnen erschließen den Stadtteil.
| Linie | Verlauf | Takt (Mo–Fr)                                                                           |
| ----- | --- | -------------------------------------------------------------------------------------- |
| 225   | Marl Mitte – Drewer Süd – Hüls − Marl-Hamm – Hamm Bf – Hamm Waldsiedlung (– Sickingmühle) abends als Taxibus bis Sickingmühle                                                               | 30 min                                                                                 |
| 227   | Dorsten-Hervest Dorfstr. – Alt-Marl Riegestr. – Brassert – Marl Mitte – Drewer − Hüls – Marl-Hamm – Marl-Sickingmühle – Hamm-Bossendorf – Haltern am See Kärntner Platz – Haltern am See Bf | 60 min (Dorsten–Alt-Marl) 30 min (Alt-Marl–Sickingmühle) 60 min (Sickingmühle–Haltern) |
| TB228 | Taxibus: Marl-Hamm Bf – Hamm Waldsiedlung – Marl-Sickingmühle – Haltern am See-Lippramsdorf – Mersch                                                                                        | 60 min                                                                                 |

## Galerie

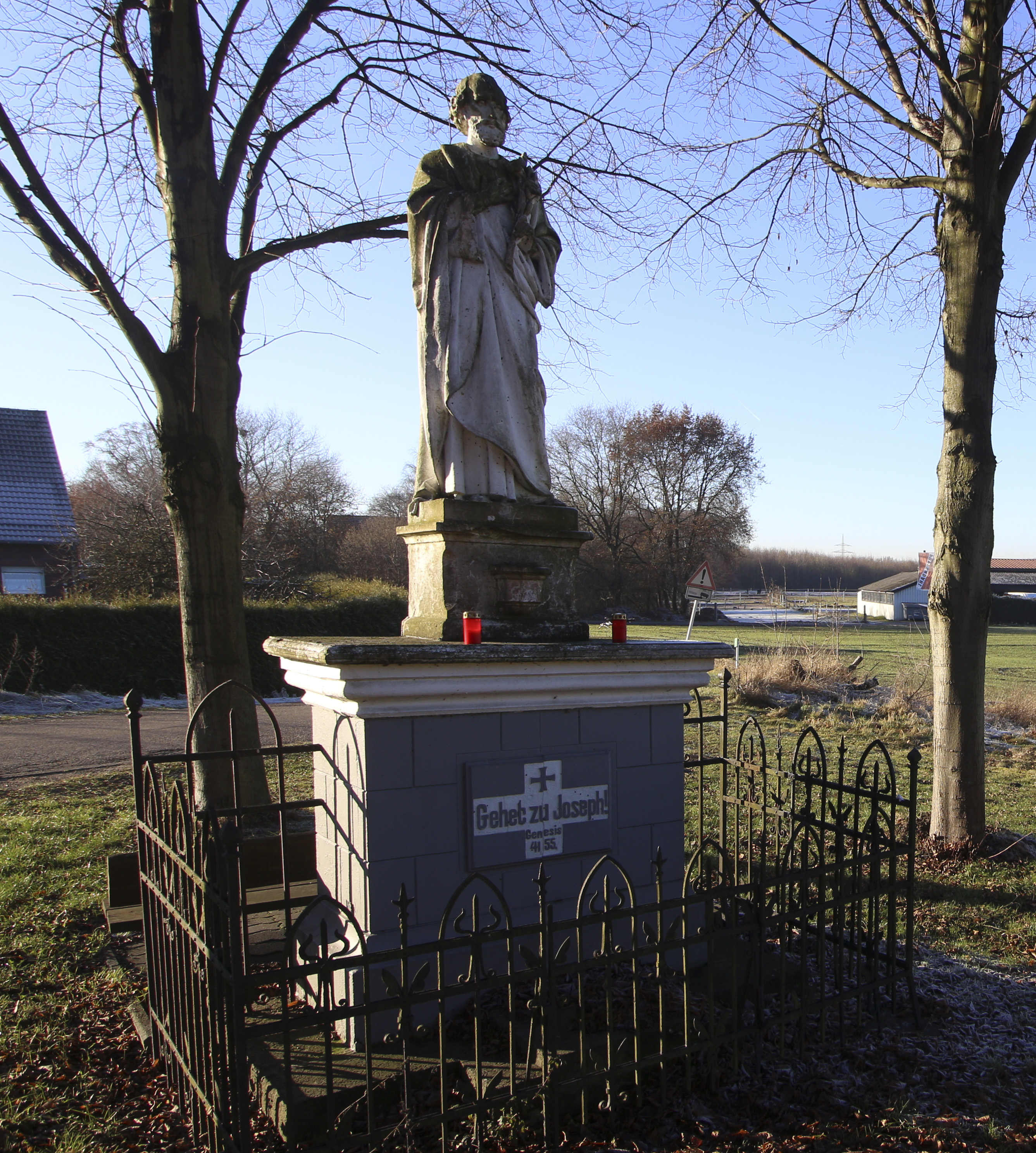
Figur des Hl. Josef in Herne (Denkmalschutz)
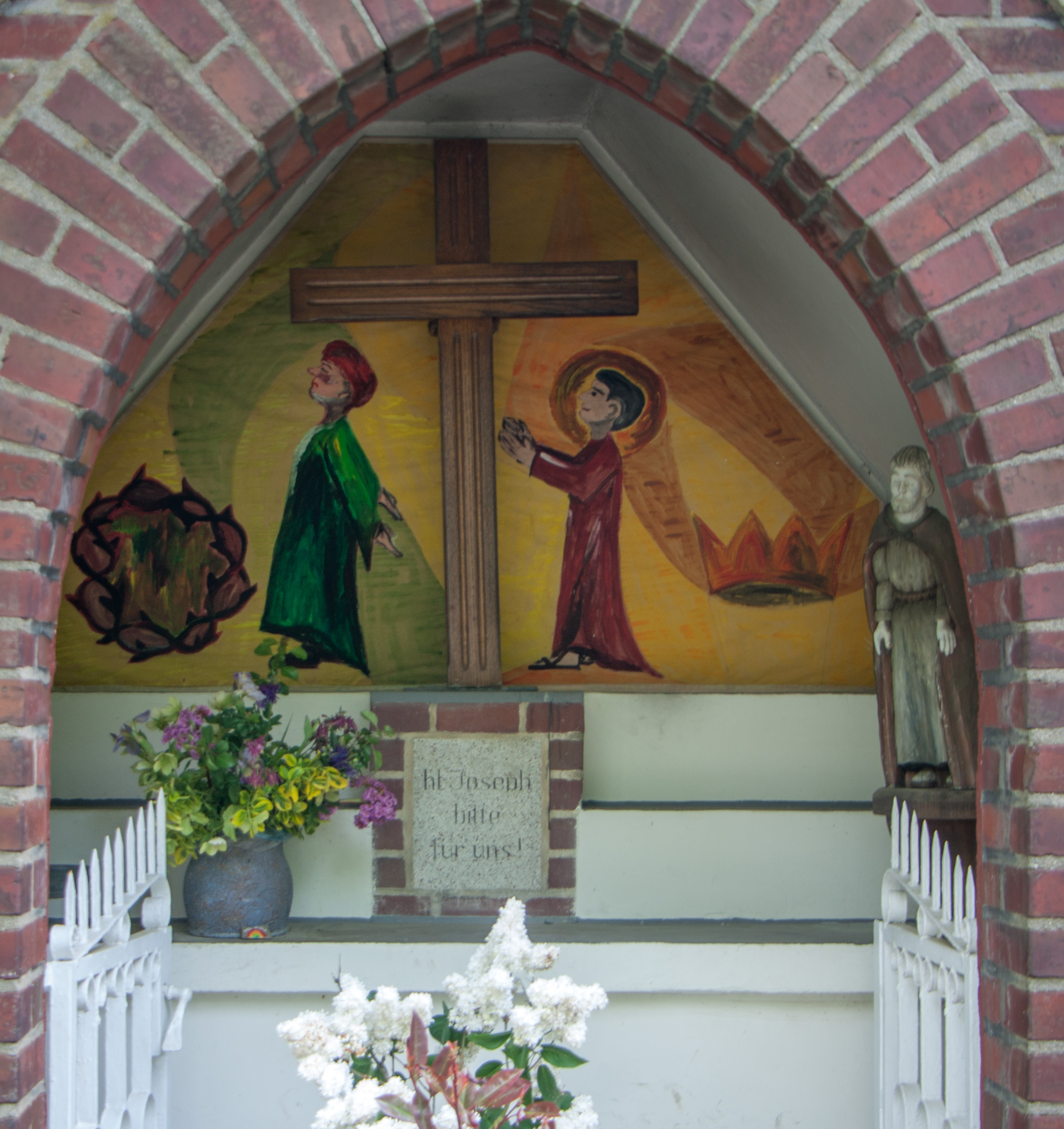
Wegekapelle am Lenkerbecker Weg
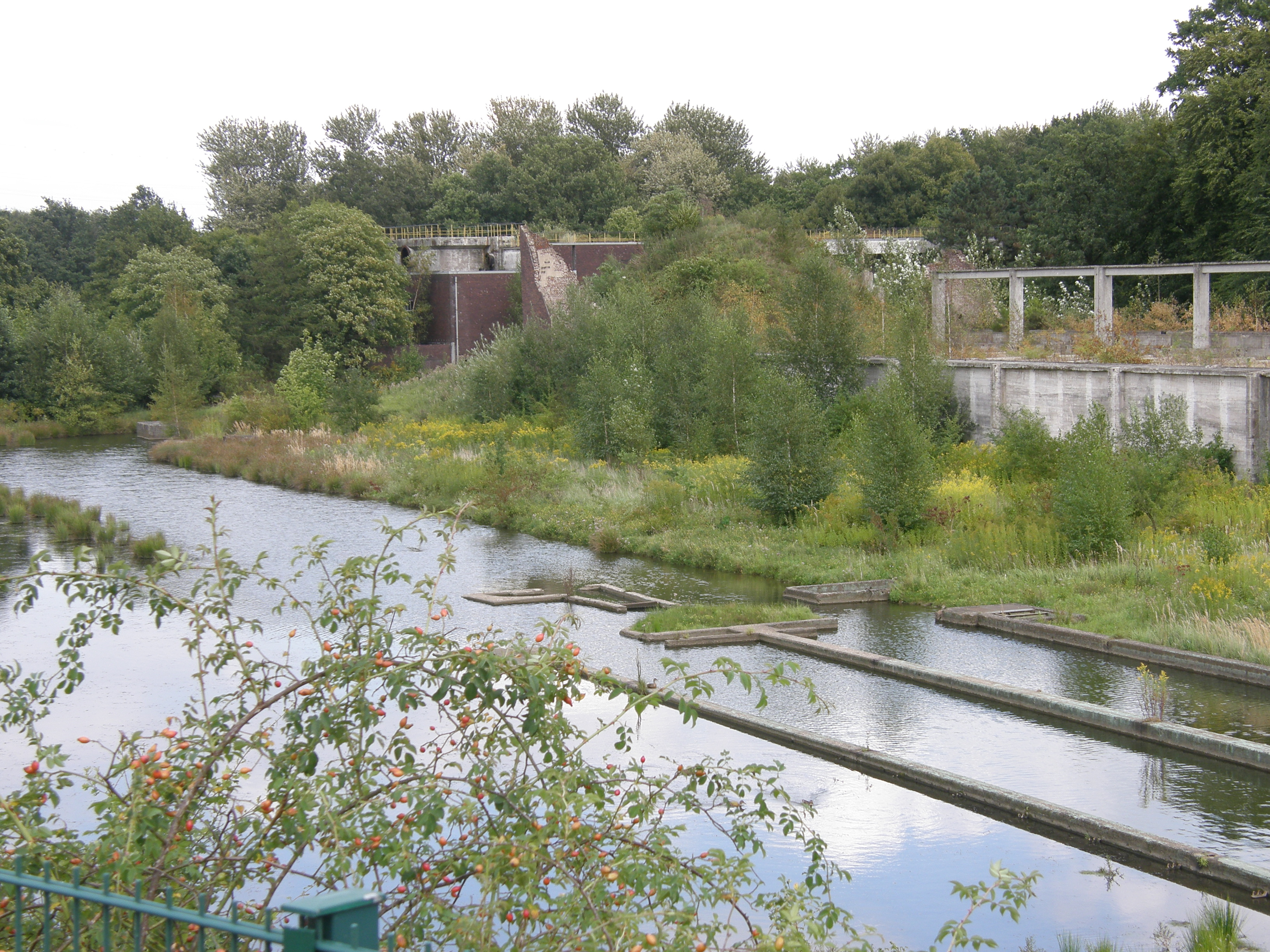
Ehemaliges Wasserwerk des Chemiewerks, umgestaltet von Herman Prigann zu einem Landschaftsbauwerk

## Globale Quellen
- Topographische Karte der Kreise des Regierungs-Bezirks Muenster, Blatt 08 - Kreis Recklinghausen (1845)
- Preußische Uraufnahme, Blätter Marl und Recklinghausen (1842)[1]
- Preußische Neuaufnahme / Messtischblätter
  - Blatt Marl 1892[1] / 1894 / 1907 / 1913 / 1921[4] / 1925[5] / 1931 / „1936–1845“(≈1942)[1] / 1942 / 1949 / 1953 / 1959 / 1966 / 1972 / 1976 / 1980 / 1989 / 2000
- Karte des Deutschen Reiches 1 : 100.000, Ende 19. Jahrhundert (nebenstehend)
- Topographische Übersichtskarte des Deutschen Reichs 1 : 200.000, Blatt Wesel 1939[6][7]
- Karte der Stadtteile Marls zwischen 1841 und 1975[8]
- Karte der statistischen Bezirke Marls, Stand April 2010[9]